# Śnidawka
Śnidawka (ukr. Снідавка), Śniedówka – wieś na Ukrainie, w obwodzie iwanofrankiwskim, w rejonie kosowskim.